# Рашкофф, Дуглас
Ду́глас Ра́шкофф (англ. Douglas Rushkoff) (род. 18 февраля 1961[…], Нью-Йорк, Нью-Йорк) — американский медиавед, писатель, колумнист и публицист. Получил известность благодаря своей связи с ранней культурой киберпанка и защите политики открытого кода в решении проблем общества.
Рашкофф чаще всего рассматривается как медиавед и известен как создатель и популяризатор таких понятий и терминов, как медиавирус, цифровое поколение и социальная валюта. Он является автором более десяти книг, посвящённых медиа, технологиям и культуре. Рашкофф первым начал вести колонку, посвящённую киберкультуре The New York Times, а также постоянные колонки в The Guardian, Arthur, Discover, Daily Beast, TheFeature.com, One+.
Рашкофф в настоящее время является профессором медиаведения и цифровой экономики в Квинс-колледже Городского университета Нью-Йорка. Ранее он преподавал в Новой школе и в Тишевской школе искусств Нью-Йоркского университета.

## Биография
Родился 18 февраля 1961 в Нью-Йорке в семье Шейлы и Марвина Рашкоффов. Мать была социальным работником в психиатрии, а отец — администратором больницы.
В 1983 году окончил Принстонский университет со степенью бакалавра гуманитарных наук magna cum laude.
В 1986 году окончил Калифорнийский институт искусств со степенью магистра изобразительных искусств.
Был исследователем в Американском институте киноискусства.
В 1990-е годы Рашкофф проявил себя как активист киберпанковского движения, налаживая дружеские связи и сотрудничества с такими людьми, как Тимоти Лири, Р. У. Сириус, Пол Красснер, Роберт Антон Уилсон, Ральф Абрахам, Теренс Кемп Маккенна, Дженезис Пи-Орридж, Ральф Метцнер, Грант Моррисон, Марк Песке, Эрик Девис и другие писатели, художники и философы, заинтересованные в междисциплинарном изучении технологии, общества и культуры.
В 2012 году в Утрехтском университете защитил диссертацию по теме «Монополия денег: медиасреда корпоративизма и выход из положения для участника» (англ. Monopoly moneys: the media environment of corporatism and the player’s way out) и получил степень PhD по новым медиа и цифровой культуре.

## Научные труды
- Monopoly moneys: the media environment of corporatism and the player’s way out (докторская диссертация)
- 2013. Present Shock: When Everything Happens Now ISBN 978-1591844761
- 2010. Program or be Programmed: Ten Commands for a Digital Age Paperback ISBN ISBN 978-1-935928-15-7 Ebook ISBN 978-1-935928-16-4
- 2009. Life, Inc.: How the World Became A Corporation and How To Take It Back ISBN 978-1-4000-6689-6
- 2009. Foreword: The Opportunity for Renaissance, pp. 273—281, in Be The Media, David Mathison, editor
- 2005. Get Back in the Box: Innovation from the Inside Out ISBN 978-0-06-075869-1
- 2003. Open Source Democracy A Demos Essay
- 2003. Nothing Sacred: The Truth About Judaism ISBN 978-1-4000-5139-7
- 1999. Coercion: Why We Listen to What «They» Say ISBN 978-1-57322-829-9
- 1996. Playing the Future: What We Can Learn From Digital Kids ISBN 978-1-57322-764-3 (Published in the UK in 1997 as «Children of Chaos: Surviving the End of the World as We Know it» ISBN 0-00-654879-2)
- 1995. Media Virus: Hidden Agendas in Popular Culture ISBN 978-0-345-39774-4
- 1994. Cyberia: Life in the Trenches of Cyberspace[англ.] ISBN 978-1-903083-24-6

## Художественные произведения
- 2002. Exit Strategy (aka Bull) ISBN 978-1-887128-90-2
- 1997. Ecstasy Club ISBN 978-1-57322-702-5

## Графические романы
- 2012. A.D.D. — Adolescent Demo Division ISBN 978-1-78116-019-0
- 2005-2008. Testament ISBN 978-1-4012-1063-2
- 2004. Club Zero-G ISBN 978-0-9729529-3-4

## Документальные фильмы
- 2014. «Generation Like». PBS Frontline.
- 2009 — 2010. Digital Nation, Life on the Virtual Frontier. Web site and documentary, PBS Frontline.
- 2009. Life Inc. The Movie
- 2004. The Persuaders. (исследование психологических методов, лежащих в основе маркетинговых и рекламных тенденциях, а также выявление способов их влияния, как люди видят себя и свои желания, и обусловливание будущих последствий этих убедительных работ)
- 2001. Merchants of Cool (исследование влияния маркетинговых технологий и идеологий, лежащих в основе популярной культуры, на подростков)

## Радиопередачи
- The Media Squat